# Bayerische Diversion im Spanischen Erbfolgekrieg

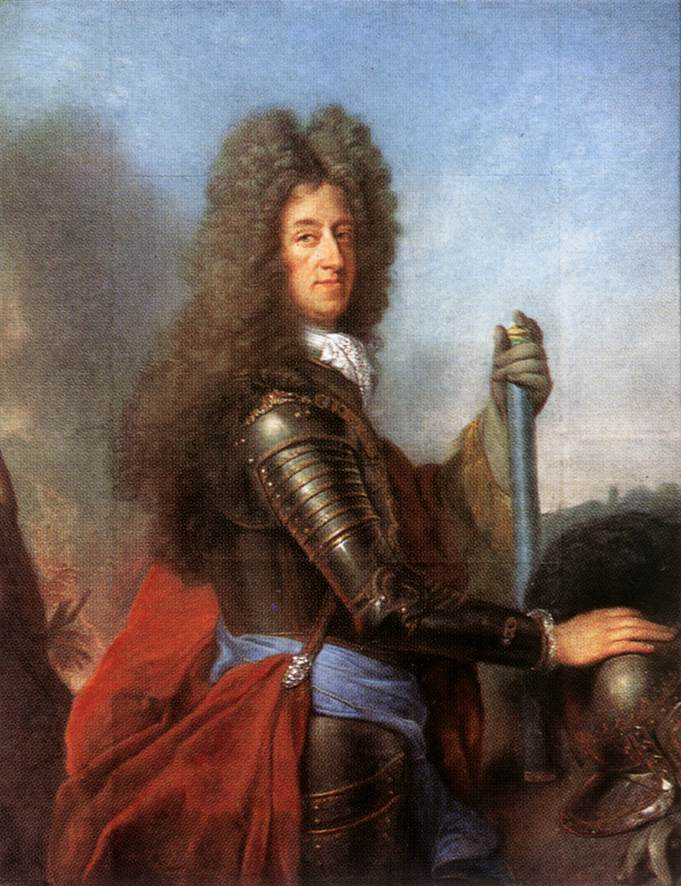
Maximilian II. Emanuel, Kurfürst von Bayern (1679–1706 und 1714–1726)

Unter dem Schlagwort der Bayerischen Diversion versteht man jenes militärisch wie diplomatisch gleichermaßen engagiert betriebene Ausscheren des bayerischen Kurfürsten Max II. Emanuel aus dem Heiligen Römischen Reich Deutscher Nation während des Spanischen Erbfolgekrieges 1700 bis 1714. In der zeitgenössischen deutschen Presse erschien der Konflikt auch als bayerisch-deutscher Krieg.
Das Ziel, mit der Hilfe Frankreichs und gegen das Reichsrecht ein bayerisches Königreich auf deutschem Boden zu errichten, scheiterte nicht nur am Eingreifen der Seemächte England und Holland, sondern auch des Reiches. In einer einzigartigen, gemeinsamen militärischen Operation besiegten sie Max Emanuel in der zweiten Schlacht von Höchstädt 1704 und vertrieben ihn aus Deutschland. Seine Lande wurden fortan kaiserlich verwaltet und über ihn wurde die Reichsacht verhängt. Erst 1715 kehrte er wieder nach Kurbayern zurück.

## Begriff und Forschung
Die Anwendung des Begriffs der Diversion auf den hier zu schildernden bayerischen Fall geht auf einen 1974 erschienenen Aufsatz des Historikers Bernd Wunder zurück. Es handelt sich somit also um einen Forschungsbegriff im eigentlichen Sinne, der vielfach Aufnahme fand, dessen Wurzeln aber in der Frühen Neuzeit selbst liegen.
Der Begriff der Diversion (wörtlich: Umleitung) ist der zeitgenössischen Militärsprache entlehnt und meinte das Ablenken des Gegners von seinen Kriegszielen durch die Eröffnung weiterer Kriegsschauplätze. Schon im 17. Jahrhundert war es üblich, dieses in erster Linie militärisch begangene „Umleiten“ diplomatisch zu untermauern.
Doch gerade Ludwig XIV. ging während seiner langen Regierung (1661–1715) noch einen Schritt weiter: Er versuchte im Kampf um die Hegemonie in Europa, zu seinen Gunsten mittels militärischem Drucks und diplomatischer Versprechungen einzelne Reichsstände vom Reich und vor allem von dessen Reichsoberhaupt, Kaiser Leopold I. aus dem Hause Habsburg, zu trennen.
In der Tat stellten sich während des „zweiten Dreißigjährigen Krieges“ 1667–1697 (Johannes Burkardt) immer wieder einzelne Reichsstände gegen Kaiser und Reich und setzten ihre Truppen gegen die Reichsinteressen – und mehrfach auch gegen das Reichsrecht – zugunsten des Reichsfeindes Frankreich ein. Im Zeitalter des Sonnenkönigs gab es also im Reich mehrfach von Frankreich ausgehende „Diversionen“, wenn es Ludwig XIV. auch niemals gelang, Kaiser und Reich vollkommen zu trennen.
Somit erscheint der bayerische Fall zu Beginn des 18. Jahrhunderts als einer von vielen, wenn auch von besonderer Tragweite, handelt es sich bei Max Emanuel II. von Bayern doch nicht nur um einen der mächtigsten Fürsten des Reiches, sondern um einen der weltlichen Kurfürsten, dem die Sorge um das Reich in besonderer Weise Verantwortung hätte sein sollen.
Dennoch erscheint zumindest im bayerischen Fall der Begriff der Diversion als nicht passend, denn er betrachtet das Phänomen von der falschen Seite. Der aktive Part dieser Umleitung Kurbayerns ging primär nämlich nicht von Frankreich, sondern vom bayerischen Kurfürsten selbst aus. Der Plan, sich gegen Kaiser und Reich zu stellen, um mit Hilfe Frankreichs an eine Königskrone zu gelangen, stammte von Max Emanuel selbst.
Auch verschleiert der Begriff der Diversion noch zwei weitere Aspekte: Zum einen ist hier das Kriegsziel zu nennen. Max Emanuels Ziel war die Errichtung eines eigenen souveränen vom Reich unabhängigen bayerischen Staates im Rang eines Königreiches. Daher könnte man die bayerische Diversion ebenso gut auch als gescheiterten Versuch eines Unabhängigkeitskriegs oder Sezessionskriegs bezeichnen.

Doch auch diese Bezeichnungen treffen die Sache nicht in ihrem Kern: Der Krieg, den Max Emanuel gegen das Reich führte, war im höchsten Maße ein Bruch der Fundamentalgesetze des Reiches und daher illegitim. Militärische Übergriffe auf andere Reichsstände waren Verstöße gegen den Ewigen Landfrieden und das Bündnis mit Frankreich verstieß spätestens seit der Reichskriegserklärung des Immerwährenden Reichstags zu Regensburg von 1702 ebenso gegen das Reichsrecht.

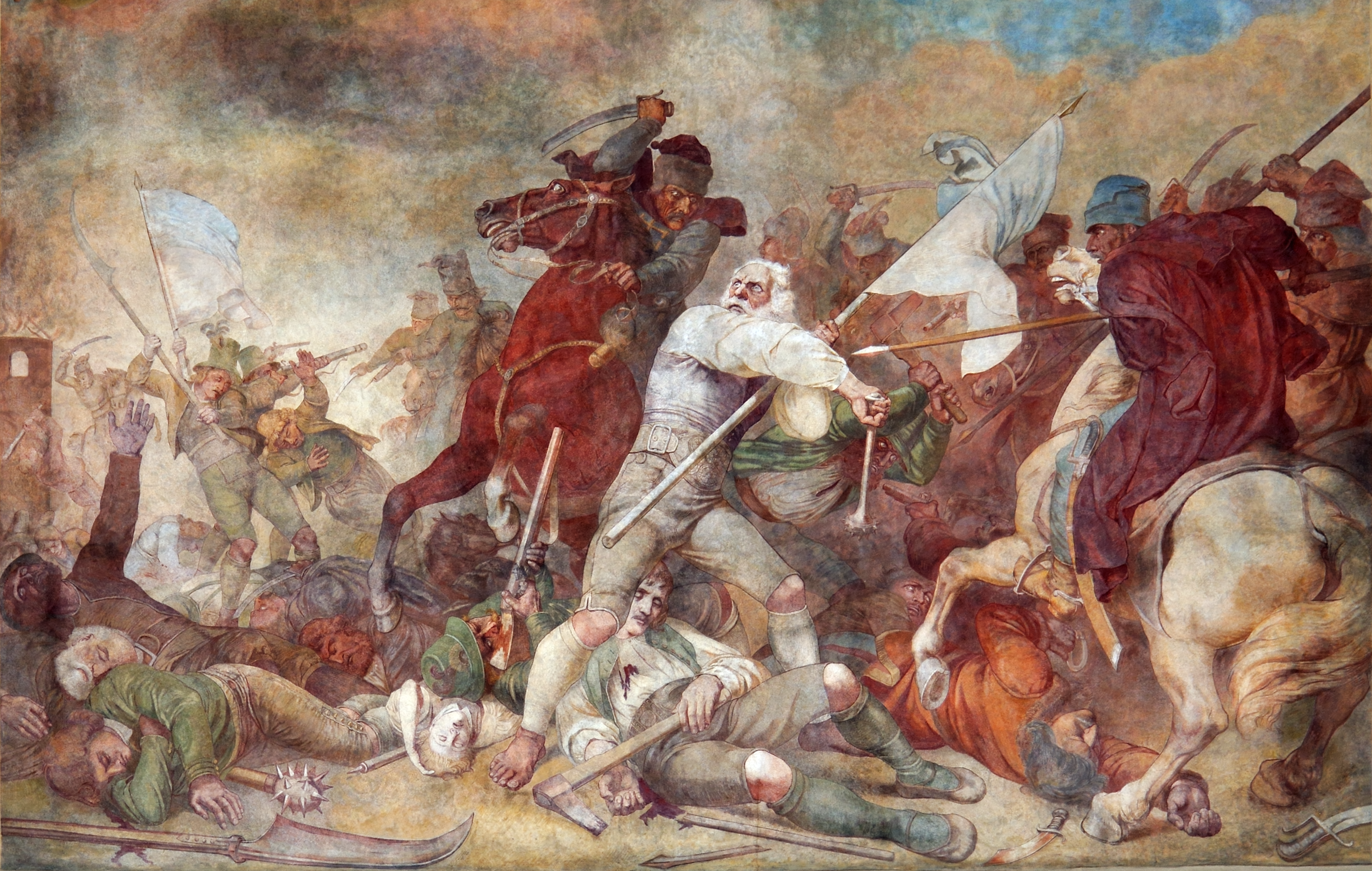
Detail aus dem Fresko von Wilhelm Lindenschmit der Ältere

Die sogenannte Bayerische Diversion war somit also ein Reichsverrat ersten Rangs, auf den die Verhängung und Vollstreckung der Reichsacht folgte. Wirft man einen Blick in zeitgenössische Zeitschriften, so findet man zumindest für den Zeitraum 1702 bis 1704 den einfachen und doch präzisen Begriff des „bayerisch-deutschen“ Krieges für die Bayerische Diversion.

## Ursachen des „bayerisch-deutschen“ Krieges
Mit dem 1648 abgeschlossenen Westfälischen Frieden war das Konzept eines friedlichen Nebeneinanders gleichberechtigter souveräner Staaten im Allgemeinen anerkannt. Jedoch war dieses „Westfälische System“ noch brüchig, denn zum einen war der Mitgliederkreis des „neuen“ Staatensystems noch nicht endgültig ausgemacht, zum anderen wurden die reduzierten Universalmächte immer wieder rückfällig.
Vor allem für die deutschen Kurfürsten bedeutete die zunehmende Etablierung des europäischen Staatensystems einen Rückschritt: Hatten sie als Kaiserwähler und Mitregenten des Reichs vor 1648 traditionell denselben Rang wie die europäischen Kronen in Anspruch genommen und durchgesetzt, so war dies jetzt nicht mehr möglich. Die „Kurfürstenstaaten“ waren keine unabhängigen Staaten, denn ihre Herren waren wie die anderen Reichsstände auch an die Fundamentalgesetze des Reiches gebunden und daher gerade nicht souverän wie die europäischen Königreiche.
Doch in einem so rangbewussten Zeitalter war dies auf Dauer nicht hinnehmbar. Daher strebten die weltlichen Kurfürsten nach souveränen Kronen jenseits des Reiches, wobei sie durchaus erfolgreich waren: Kurfürst Friedrich III. von Brandenburg wurde als Friedrich I. 1701 König in Preußen, Kurfürst August von Sachsen 1698 als August II. König von Polen und Georg von Hannover 1714 gar als Georg I. König von England. Doch die besten Aussichten auf ein souveränes Reich hatte lange Zeit der bayerische Kurfürst Max Emanuel:
Schon seit den 60er Jahren des 17. Jahrhunderts rechnete Europa mit dem Tod des kinderlosen spanischen Königs Karl II. aus der spanischen Linie des Hauses Habsburg. Als Hauptanwärter für die spanische Nachfolge galten das französische Königshaus der Bourbonen mit Ludwig XIV. an der Spitze sowie die österreichische Linie der Habsburger mit Kaiser Leopold I. als Haupt. Doch mit der Heirat Max Emanuels mit der Kaisertochter Maria Antonia und der Geburt des Kronprinzen Joseph Ferdinand (1692–1699) bot sich zur Vermeidung eines Erbkonflikts ein Ausgleichskandidat an.

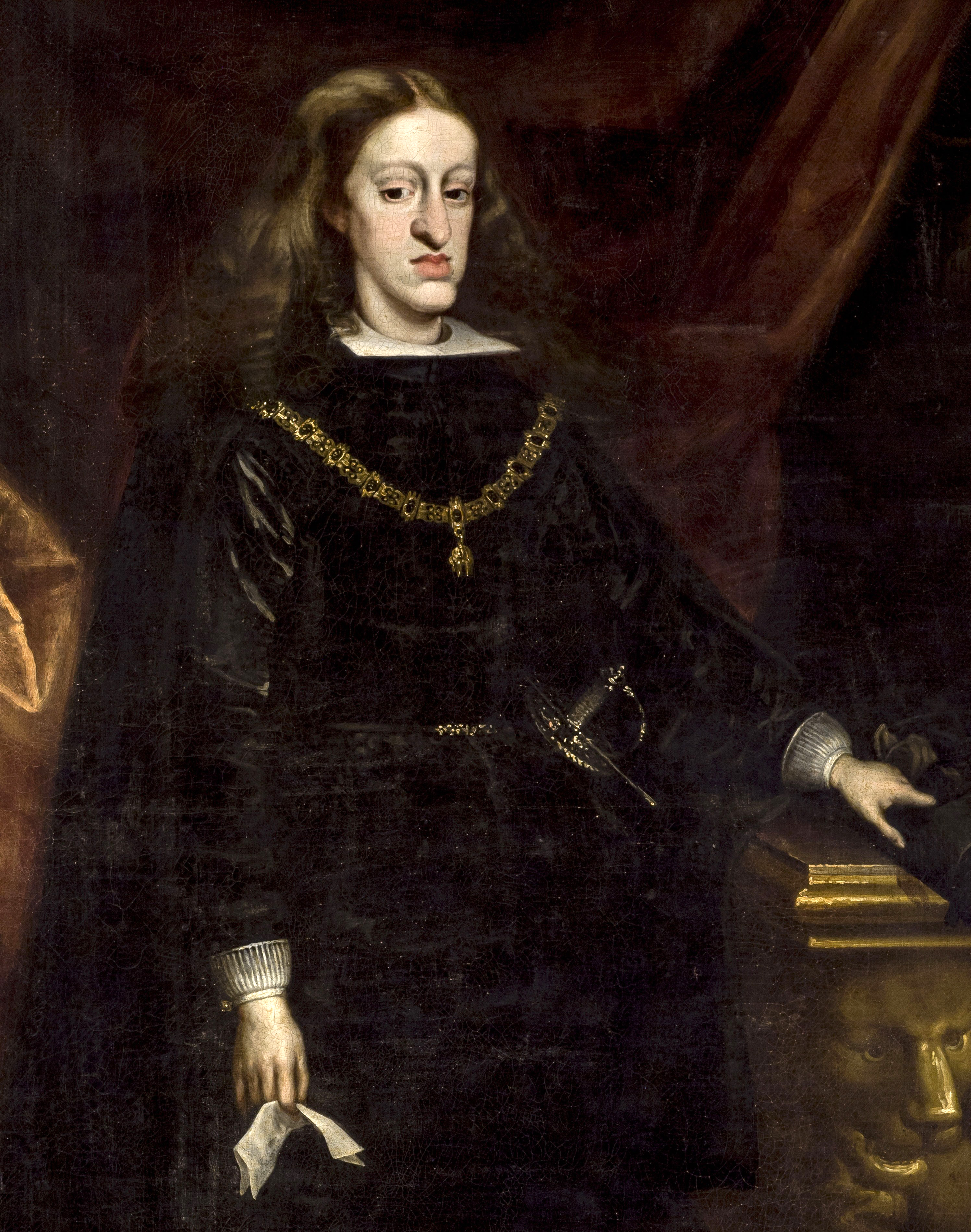
König Karl II. von Spanien (Habsburg)
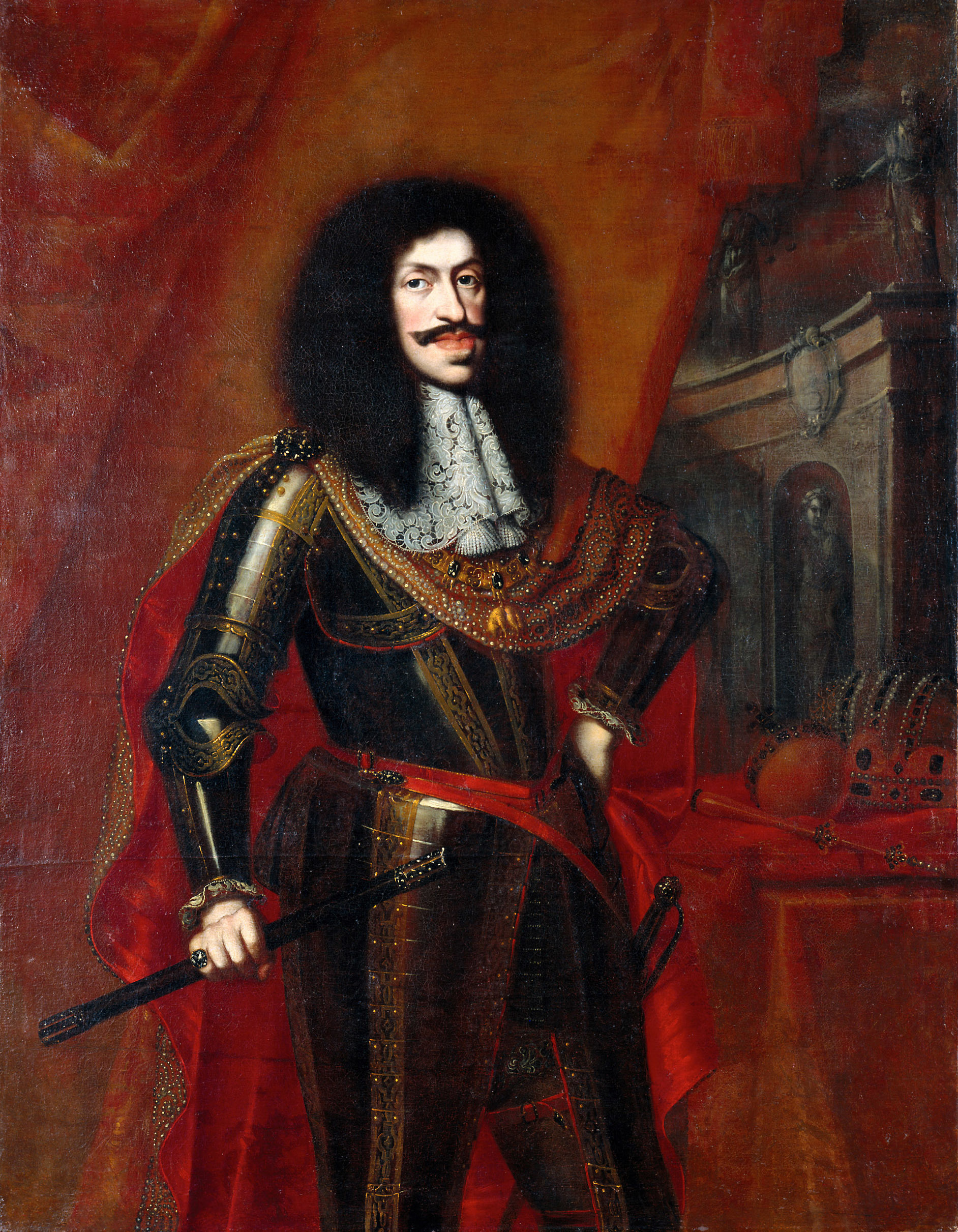
Kaiser Leopold I. (Habsburg)
König Ludwig XIV. von Frankreich (Bourbon)
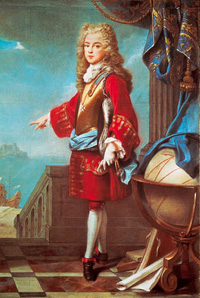
Kurprinz Joseph Ferdinand von Bayern (Wittelsbach)

Die Seemächte England und Holland, welche versuchten, die Hegemonie der Bourbonen oder der Habsburger in Europa zu vermeiden, favorisierten die Erbfolge des bayerischen Kurprinzen. Die anderen Erbpotentaten sollten abgefunden werden. Der für Karl II. regierende Spanische Staatsrat stimmte dieser Lösung zu und das Testament König Karls von 1698 bestimmte dann auch tatsächlich Joseph Ferdinand als Alleinerben. Max Emanuel sah sich schon als König, doch dann kam alles anders: Am 6. Februar 1699 verstarb Joseph Ferdinand. Damit war das seit 1692 in greifbare Nähe gerückte spanische Weltreich mit seiner Königskrone unwiderruflich für Max Emanuel verloren.
Selbst die Seemächte wollten sich nicht mehr für den Wittelsbacher einsetzen. Im geheimen Teilungsvertrag zwischen Ludwig XIV. und Wilhelm III. vom 2. März 1700 war von Max Emanuel keine Rede mehr, vielmehr sollte das Erbe zwischen Bourbon und Habsburg aufgeteilt werden. Aber der Kurfürst war fest davon überzeugt, doch noch einen Teil aus der spanischen Monarchie zu erhalten. Deswegen hatte er bereits nach der Hochzeit mit seiner zweiten Frau, der polnischen Königstochter Therese Kunigunde, die Kandidatur für den polnischen Königsthron ausgeschlagen. In Schleißheim begann er, eine königliche Schlossanlage im Barockstil zu errichten.

## Die Vorkriegsphase (1700–1702)

### Die kurbayerische Diplomatie in der Vorkriegsphase (1700–1702)
Am 1. November 1700 verstarb schließlich König Karl II. von Spanien im Alter von 39 Jahren. In seinem Testament setzte er nicht, wie von allen erwartet, Erzherzog Karl von Österreich als seinen Nachfolger ein, sondern den Herzog von Anjou Philipp, den zweiten Sohn des französischen Thronfolgers. Die spanische Monarchie sollte unter ihm ungeteilt erhalten bleiben, aber niemals mit Frankreich vereinigt werden. Für Max Emanuel schien das Testament endgültig das Ende seiner Königsträume zu sein. Doch die Vorzeichen standen auf Krieg: Während der Sonnenkönig im Namen seines Enkels das unerwartete Erbe annahm, protestierte Leopold I., für den das Testament einer Enterbung des deutschen Zweiges des Hauses Habsburg gleichkam, dagegen massiv. Doch alleine war der Kaiser kaum für einen Krieg gegen das hochaufgerüstete Frankreich gewappnet. Von den Reichsständen und von den anderen europäischen Mächten war keine Hilfe zu erwarten. Doch als Ludwig XIV. schließlich gegen reichsständische Territorien vorzugehen begann und ausdrücklich die Nachfolge seines Enkels auch auf dem französischen Thron bestätigte, brach diese Haltung auf. Die Bildung der großen antibourbonischen Haager Allianz zwischen den Seemächten, Portugal, Dänemark, dem Kaiser und dem Reich warf ihre Schatten voraus.
Max Emanuel II. erkannte zur Rettung seiner von Karl II. 1692 verliehen Statthalterschaft in den Spanischen Niederlanden zunächst einmal Philipp als neuen spanischen König an, war sich aber durchaus auch bewusst, dass seine hochgerüstete Armee und vor allem die Lage Kurbayerns sowohl für Ludwig XIV. als auch für Leopold I. von größtem Interesse war, wenn es zum Krieg kam. Max Emanuel war fest entschlossen, beide Parteien gegeneinander auszuspielen, um doch noch an sein Ziel, eine Königskrone, zu gelangen. Zuerst bot er Frankreich ein Offensivbündnis an und verlangte dafür neben erheblichen Subsidien, die lebenslange Statthalterschaft über die Spanischen Niederlande und die erbliche Souveränität über zwei niederländische Provinzen. Doch zu einer Zerstückelung der Spanischen Monarchie war Ludwig XIV. mit Rücksicht auf seinen Enkel in Spanien nicht bereit. Daraufhin verpflichtete sich Max Emanuel II. gegen die Garantie seiner Stammlande nur mehr zur Neutralität im Reich.
Anfang März 1701 unterbreitete auch der Wiener Hof dem Kurfürsten ein Angebot: Max Emanuel wurde die lebenslange Statthalterschaft über die Spanischen Niederlande garantiert. Doch der ohnehin zu geringen kaiserliche Zusage maß Max Emanuel nur wenig Bedeutung zu, stattdessen ließ er weiter mit Versailles verhandeln. In einem Zusatzartikel vom 15. April 1701 verpflichtete sich Max Emanuel dafür zu sorgen, dass das vom schwäbischen und vom fränkischen Reichskreis gebildete Neutralitätsbündnis auch im Kriegsfall neutral bliebe. Dafür stellte Frankreich ihm die Zahlung von Subsidien zum Unterhalt einer 15.000 Mann starken Armee zur Verfügung. Die bisherigen Zusicherungen Frankreichs hätten dem bayerischen Kurfürsten aber selbst im Erfolgsfall keine souveräne Krone eingebracht. Daher bemühte sich Max Emanuel in den folgenden Monaten, nicht nur Herr über das schwäbisch-fränkische Bündnis, sondern über alle in einer neutralen Assoziation zusammenzufassenden Vorderen Reichskreise zu werden, um von Versailles mehr fordern zu können. Doch dieser Versuch scheiterte letztlich an der geschickten Hinhaltestrategie der Kreise, die dadurch mehr und mehr hinter die wahren Beweggründe des Wittelsbachers kamen.
Das Scheitern seiner Neutralitätspolitik brachte Max Emanuel erneut vor die Frage, in welches der beiden Lager er sich begeben sollte. Selbst weiter neutral zu bleiben, schien ihm wenig sinnvoll, denn damit waren seine Ziele, die Gebietserweiterung und eine souveräne Krone, nicht zu erlangen. Ende Januar 1702 wandte sich der Kurfürst erneut an den französischen Hof und bot an, das bereits bestehende Neutralitätsbündnis in ein Offensivbündnis umzuwandeln. Und dieses Mal wusste Max Emanuel ganz genau, wie er Ludwig XIV. auf seine Seite bringen konnte: Er bot nicht weniger an, als einen Krieg mitten im Reich zu beginnen, mit dem Leopolds I. militärischen Kräfte erst einmal gebunden waren. Der Kurfürst plante, das Fürstentum Pfalz-Neuburg, die Untere Pfalz, Tirol und weitere habsburgische Gebiete in Vorderösterreich, ebenso die Reichsstädte Augsburg, Ulm, Nürnberg und Regensburg zu annektieren. Angesichts des so vergrößerten Bayerns verlangte er für sein Haus die Anerkennung der königlichen Würde durch die europäischen Mächte. Falls ihm die Eroberung der Reichsterritorien nicht gelänge oder gar Kurbayern verloren ginge, forderte der Kurfürst die erbliche Souveränität über die Spanischen Niederlande oder ersatzweise das Herzogtum Mailand. Außerdem erklärte er sich bereit, Bayern gegen das Königreich Neapel-Sizilien zu tauschen.
Versailles lehnte nur den Tauschplan ab und erklärte sich bereit, über alles andere reden zu wollen. Die Verhandlungen mit Frankreich zogen sich über Monate hinweg, auch weil Wien es geschafft hatte, das Interesse Max Emanuels an einem Bündniswechsel zu wecken. Max Emanuel verlangte von Leopold I. die sofortige Abtretung der Markgrafschaft Burgau und mehrerer Herrschaften in Tirol sowie das Zugeständnis der Königswürde, vor allem aber das Herzogtum Mailand oder die Königreiche Neapel und Sizilien im Tausch gegen Kurbayern. Der Wiener Unterhändler Graf Schlick verstand es, dem Kurfürsten in all diesen Angelegenheiten Hoffnung zu machen. Doch die Antwort aus Wien sollte erst am 17. August 1702 eintreffen. Leopold I. lehnte alle Forderungen Max Emanuels ab und erinnerte ihn an seine Pflichten als Reichsfürst. Daraufhin schloss der Kurfürst das bereits ausgehandelte Bündnis mit Frankreich ab.

### Der Immerwährende Reichstag in der Vorkriegsphase (1700–1702)
Lange galt in der Forschung der Immerwährende Reichstag, das zentrale, vorparlamentarische Entscheidungsorgan des Alten Reiches, um 1700 als blockiert, gelähmt und uneffektiv. In gewisser Weise mag das für die Zeit zwischen 1697 und 1701 gelten, denn in der Tat wurden in dieser Zeit kaum Beschlüsse gefasst. Als der Spanische Erbfolgekrieg aber dann seine Schatten vorauswarf und es zu ersten Grenzübertritten französischer Truppen kam, wurden relativ zügig die bisher lähmenden Streitigkeiten eingestellt, um sich mit dem Kriegswesen beschäftigen zu können.
Von den Bündnisverhandlungen Kurbayerns mit Frankreich erfuhr man am Reichstag allerdings kaum etwas, gleichwohl konnte man aber das ein oder andere Mal beobachten, dass Max Emanuels Gesandter Partei für Ludwig XIV. ergriff. Zu einem ersten öffentlichen Eklat kam es im Sommer 1701, als Kaiser Leopold I. den burgundischen Gesandten Neuveforge des Reichstages verwies. Max Emanuel protestierte dagegen und erlaubte dem Diplomaten, sich nach Belieben in seinen kurbayerischen Landen aufzuhalten. Über diese französische Parteinahme berichteten dann auch bald die Zeitschriften im Reich. Die Stimmung gegen Kurbayern begann sich nun allmählich zu verändern.
Und dennoch konnte man es sich nicht vorstellen, dass Max Emanuel seine wie auch immer geartete Verbindung zu Ludwig XIV. noch weiter verfolgen würde, wenn es zu einem Reichskrieg gegen die Bourbonen kommen würde. Nach der kaiserlichen Kriegserklärung gegen Frankreich vom 15. Mai 1702 begann man in Regensburg über die zu fassende Reichskriegserklärung zu beraten. Am 10. September lösten Nachrichten aus Süddeutschland Alarm am Reichstag aus. Max Emanuel hatte die schwäbische Reichsstadt Ulm überfallen und damit offenkundig Landfriedensbruch begangen. Obwohl der bayerische Vertreter am Reichstag Zündt sich redlich bemühte, seine Kollegen davon zu überzeugen, dass die Besetzung nur zum Schutz Ulms und zum Erhalt des Friedens erfolgt sei, war doch der Bruch der Reichsgrundgesetze offensichtlich.
Der Reichstag beschloss einen Tag später, Max Emanuel erst einmal abzumahnen, und forderte ihn auf, die Stadt Memmingen in priorem Statum cum omni causa zu setzen […], oder man würde sich necisitiert befinden, von gesamten Reichswegen alle Constitutions-mäßige Mittel dagegen mit Nachdruck vorzukehren. Und der Schluss formulierte auch, was das heißen konnte: Aufnahme des Kurfürsten in die noch zu fassende Reichskriegserklärung. Diese folgte am 30. September 1702. Damit war der Rechtsbruch Max Emanuels bestätigt und der Reichskrieg auch offiziell gegen Kurbayern begonnen.

## Die Kriegsphase (1702–1704)
Am 10. September 1702 eröffnete Max Emanuels Armee mit einem Überfall auf die Reichsstadt Ulm den „bayerisch-deutschen Krieg“ gegen das Reich, der sich beinahe über zwei Jahre hinzog. Kurz nach dem Überfall auf Ulm fielen auch Memmingen und Dillingen in die Hände des bayerischen Kurfürsten. Danach wandte er sich gemäß seinen Eroberungsplänen nach Tirol, wo er 1703 allerdings an der berüchtigten Landesverteidigung scheiterte („Bayrischer Rummel“). Zurück in Süddeutschland bedrohte Max Emanuel weitere Städte und Territorien im schwäbischen und fränkischen Raum, darunter auch Neuburg an der Donau und Augsburg, schließlich sogar Regensburg, die Stadt des Immerwährenden Reichstags, selbst.
Die vom Reichstag bestellte und von der Forschung vielfach als uneffektiv gescholtene Reichsarmee unterband mit ihrer „Selbstbeschränkung auf Verteidigung bei gleichzeitiger Führung des kleinen Kriegs“ (Max Plassmann) ein weiteres Ausgreifen des bayerischen Kurfürsten, und, beispielsweise im Bund mit kaiserlichen Kontingenten, einen geplanten Sturm auf Nürnberg. Zwar konnte das Reichsheer mehrfach im Jahr 1703 nicht verhindern, dass Max Emanuel französische Truppen aus dem Elsass zuflossen, doch glückte dies Frankreich jedes Mal nur mit hohen Marsch- und Gefechtsverlusten. Ebenso gelang es dem Kurfürsten kaum, sich zu Lasten des schwäbischen Raums zu versorgen, gleichsam dünnten die Eroberungen seine Feldarmee aus. Doch diese Vorteile konnten sich für das Reich erst allmählich auswirken.
Erst mit der sogenannten Zweiten Schlacht von Höchstädt konnte dem Treiben des bayerischen Kurfürsten ein definitives Ende gesetzt werden. Bemerkenswert ist, dass dies nur gelang, weil die Truppen der Seemächte, die Armee des Kaisers, die Reichstruppen und reichsständische Truppen in einer beispielhaften Weise für das gemeinsame Ziel arbeiteten. Der Siegesruhm ist dann auch nicht nur dem Führer des englisch-niederländischen Heeres, dem Herzog von Marlborough, zuzuschreiben, sondern ebenso Prinz Eugen von Savoyen als Hauptmann der kaiserlichen Kontingente und Markgraf Ludwig Wilhelm von Baden als Führer der Reichstruppen, die teilweise während der Schlacht die bayerische Hauptfestung Ingolstadt belagerten und so bayerischen Nachschub unterbanden.
Nach der für Max Emanuel so unglücklich ausgegangenen Schlacht von Höchstädt flohen die restlichen noch stehenden bayerisch-französischen Truppen ins Elsass. Der Kurfürst selbst begab sich uneinsichtig ins Exil in die Spanischen Niederlande, wo er in den nächsten Jahren kaum mehr eine tragende Rolle spielte. Vielfach war er nur mehr Beobachter des Spanischen Erbfolgekrieges. Seine bayerischen Stammlande wurden in den nächsten Jahren kaiserlich verwaltet.

## Die Folgen des gescheiterten Krieges 1704 bis 1711

### Die kaiserliche Verwaltung Kurbayerns
Nach der Niederlage des Bayerischen Kurfürsten bei Höchstädt und seiner Flucht ins Exil ging die Herrschaft über Kurbayern und die anderen bayerisch-wittelsbachischen Besitzungen vorübergehend auf die zurückgelassene Kurfürstin Therese Kunigund über. Doch am 7. November 1704 wurde der Kurfürstin der Vertrag von Ilbesheim von Kaiser Leopold I. diktiert. Alle noch mit bayerischen Truppen besetzen Festungen mussten an die Kaiserlichen übergeben werden. Die kaiserliche Administration übernahm nach Genehmigung durch den Reichstag die Verwaltung Kurbayerns mit allen herrschaftlichen Rechten. Der Kurfürstin verblieb nur die Herrschaft über die Residenzstadt und das Rentamt München und eine lediglich 400 Mann starke Garde. Leopolds Nachfolger Joseph I. besetzte 1705 schließlich unter Bruch des Ilbesheimer Vertrags auch München.
Die wirtschaftliche Potenz der kurbayerischen Lande diente der kaiserlichen Verwaltung für die weitere Kriegsführung: Dies traf weniger die bayerischen Landstände, welche die reichsfeindliche Politik Max Emanuels stets abgelehnt hatten und denen der Kaiser alle ihre Rechte bestätigt hatte. Vielmehr trafen die Maßnahmen der kaiserlichen Regierung das einfache Volk. Kaiserliche Truppen wurden in den ohnehin schon durch den Krieg in Mitleidenschaft gezogenen Städten einquartiert und die Steuern drastisch erhöht. Den meisten Unmut löste aber die kaiserliche Rekrutierungspolitik nach österreichischem Vorbild aus. Im Herbst 1705 wurde schließlich sogar eine Zwangsaushebung im ganzen Kurfürstentum angeordnet. Die Soldaten der kaiserlichen Administration gingen dabei äußerst brutal vor, worunter vor allem die Landbevölkerung zu leiden hatte.

Als Konsequenz kam es zu ersten Aufständen und Gewalttätigkeiten in der Oberpfalz, in Niederbayern und in der Gegend um Tölz, die selbst vom fernen Kurfürsten Max Emanuel scharf verurteilt wurden (→ Bayerische Volkserhebung). Das Einschreiten der kaiserlichen Truppen konnte ein weiteres Ausgreifen der Revolten gegen die Obrigkeit nicht verhindern. Nun übernahmen verstärkt Offiziere, Adlige, Beamte und Handwerker die Führung der Aufständischen. Burghausen und Braunau wurden im Dezember 1705 relativ zügig erobert. In Braunau formierte sich sogar eine von unten gebildete Volksvertretung, das „Braunauer Parlament“. Nach weiteren Siegen bei Schärding und Kelheim schlossen die Aufständischen einen zehntägigen Waffenstillstand mit den Kaiserlichen. 

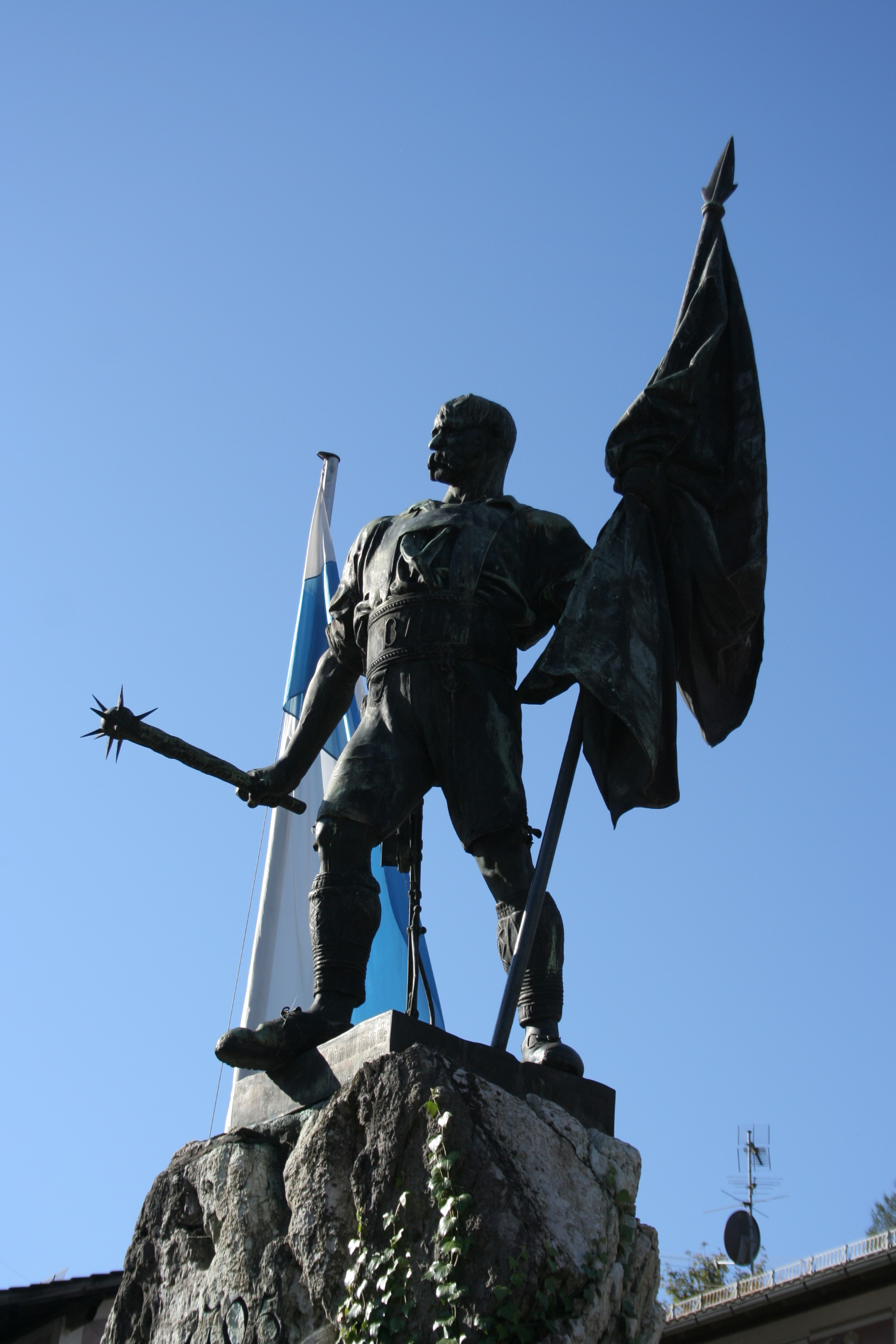
Schmied von Kochel in Kochel am See

Nun sollte auch die Residenzstadt München den kaiserlichen Truppen entrissen werden. Doch dieser Versuch scheiterte. Am Weihnachtstag des Jahres 1705 stoppten die kaiserlichen Kontingente – inzwischen längst über das Vorhaben der Aufständischen informiert – den Vormarsch bei Sendling. Es kam zur berüchtigten Sendlinger Mordweihnacht. Danach brach der Aufstand relativ rasch zusammen. 

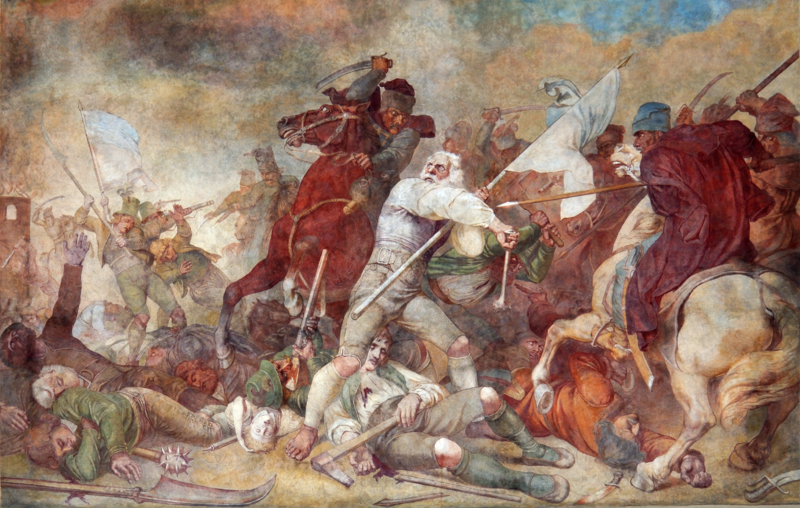
Bayerischer Volksaufstand in der Schlacht bei Sendling

Mag man das Sendlinger Massaker auch noch so sehr den Habsburgern in ihr Schwarzbuch schreiben, die Reaktion darauf war doch relativ moderat:
In München ordnete die kaiserliche Administration eine Untersuchung der Vorkommnisse an. Lediglich zwei Leutnants und zwei Bürger wurden öffentlich am 29. Januar 1706 enthauptet, einige wenige blieben in Haft. Die an der Verschwörung beteiligten Beamten wurden ihrer Ämter enthoben oder mit einer Geldstrafe belegt. Die kaiserliche Verwaltung Kurbayerns wurde nun auch allgemein moderater, die Zwangsrekrutierungen wurden eingestellt und die Steuerforderungen gesenkt, so dass sich Bayern in den noch folgenden neun Jahren unter kaiserlicher Herrschaft zumindest einigermaßen wieder erholen konnte.

### Die Verhängung der Reichsacht über Max Emanuel
Nach der Niederlage Max Emanuels bei Höchstädt 1704 drängte vor allem der Pfälzer Kurfürst Johann Wilhelm verstärkt am Kaiserhof in Wien auf die Verhängung der Reichsacht über Max Emanuel und verlangte für den Fall seiner Ächtung Kurbayern mit der Oberpfalz und der Grafschaft Cham für sich. Die Chancen standen prinzipiell nicht schlecht, denn Max Emanuel und Johann Wilhelm gehörten beide dem Haus Wittelsbach an.
Doch die Geheime Konferenz in Wien wies die übertriebenen Ansprüche des Wittelsbachers zurück, Kurbayern sollte möglichst lange kaiserlich verwaltet werden. Immerhin erreichte es aber Johann Wilhelm, dass Kaiser Leopold die Kurfürsten um ihre Zustimmung zur Achterklärung ersuchte. Binnen weniger Wochen trafen positive Voten aus Mainz, Trier und Düsseldorf ein, während Brandenburg und Sachsen darauf bestanden, die Sache im Kurkolleg am Reichstag zu beraten. Über die Frage, ob eine Kollegialberatung nötig sei, konnte man durchaus unterschiedlicher Auffassung sein. Das Reichsrecht war hier nicht eindeutig.
Am 27. Dezember 1704 beendete schließlich der Kaiser selbst diesen Streit und gab die Sache an den Vertreter des Reichserzkanzlers in Regensburg. Nach dem Willen des Kaisers sollte zunächst über die Verhängung der Acht beschlossen werden – was mit den Territorien Max Emanuels geschehen sollte, sollte später geklärt werden. Doch auch gegen dieses Vorgehen wandten sich die Kurfürsten von Brandenburg und Sachsen. Ihre Beweggründe waren jedoch recht unterschiedlich: Sachsen drängte mehr aus praktischen Überlegungen dazu, Friedrich I. wollte den Preis seiner Zustimmung bei Kurpfalz hochtreiben.
Erst nachdem ein brandenburgisch-pfälzischer Vergleich im November 1705 ausgehandelt wurde, kam ein Gutachten der kurfürstlichen Vertreter am Reichstag zustande. Über Max Emanuel wurde die Reichsacht verhängt, über seinen jüngeren Bruder, den Kölner Kurfürsten Joseph Clemens die Privation. Am 29. April 1706 vollzog Kaiser Joseph I. im Rittersaal der Wiener Hofburg bildkräftig inszeniert die Urteile, wobei er die Lehensbriefe der beiden ehemaligen Kurfürsten vor aller Augen zerriss und aus dem Fenster werfen ließ. Diese Zeremonie fand schon bei den Zeitgenossen vielfach in Wort und Bild Beachtung.
Nunmehr waren Max Emanuel auch offiziell und gemäß dem von den Reichsgesetzen vorgesehenen Verfahren alle seine Reichsterritorien, seine Herrschaftsrechte und seine Rechte als Kurfürst und Reichsstand entzogen. Kein Reichsmitglied durfte Max Emanuel mehr Schutz gewähren oder ihn gar unterstützen. Max Emanuels Reaktion auf diesen Schritt war schon im Vorfeld geradezu ernüchternd. Unbeirrt stellte er in einem Manifest klar: „Ich habe nichts gegen die Gesetze des Reichs begangen.“ Als ihn dann die Nachricht von der Verhängung der Reichsacht ereilte, blieb er weiterhin gelassen. Er glaube ungeachtete seiner Höchstädter Niederlage und seiner Ächtung an eine rosige Zukunft. Die Entscheidung über seine künftige Rolle im europäischen Konzert würde in den Friedensverhandlungen mit den Seemächten fallen, wo er sich der Unterstützung Ludwigs XIV. sicher zu sein glaubte.

## Die Restitution Max Emanuels – Sieg oder Niederlage?
Nach dem Sieg des Reiches auf dem Schlachtfeld von Höchstädt über Max Emanuel und der Befreiung der besetzten bayerischen Nachbarterritorien erfolgten in den Jahren 1704 bis 1711 keine Friedensverhandlungen mit dem nach Brüssel geflohenen bayerischen Kurfürsten, denn zum einen machte dieser keine Anstalten, von seinem Bündnis mit Versailles Abstand zu nehmen, zum anderen war der Wittelsbacher als nichtsouveränes Mitglied des Reiches überhaupt kein legitimer Kriegsherr gewesen, der nach dem Völkerrecht zu behandeln war.
Max Emanuel baute ganz darauf, dass bei dem den Spanischen Erbfolgekrieg beendenden Friedenskongress der europäischen Mächte seine Sache – ein souveräner Teil aus der spanischen Erbmasse mit Königskrone – zur Sprache kommen und sein Unterstützer, Ludwig XIV. sich für seine Interessen starkmachen würde. Doch die Verhandlungsposition Frankreichs selbst wurde insbesondere nach 1708/09 infolge zunehmender militärischer Rückschläge immer schwächer, sodass Frankreich sich selbst in einen Frieden retten musste, bei dem an erster Stelle die französischen Interessen standen.
Seit Januar 1712 dauerten bereits ernsthafte Friedensverhandlungen zwischen den europäischen Mächten in Utrecht. Erst im Frühjahr und im Sommer des Jahres 1713 schlossen die meisten am Spanischen Erbfolgekrieg beteiligten Staaten den Frieden von Utrecht. Die spanische Monarchie wurde schließlich doch geteilt: Das Kernland und die überseeischen Gebiete gingen an den Enkel Ludwig XIV. Philipp von Anjou, der fortan als Philipp V. regierte. Die Spanischen Nebenlande gingen weitgehend an die Habsburger. Viele wurden bedacht, doch Max Emanuel ging leer aus. Ludwig XIV. hatte seinen seit 1704 nicht mehr kriegsfähigen bayerischen Verbündeten in Utrecht nur noch unzureichend vertreten.
Kurzfristig mag bei Max Emanuel noch einmal Hoffnung aufgekommen sein, denn Kaiser Karl VI. (seit 1711), und mit ihm das Reich, erkannte den Frieden von Utrecht nicht an. Noch einmal gingen die Kampfhandlungen am Oberrhein gegen Frankreich weiter, bis schließlich die beiden Oberbefehlshaber Prinz Eugen und Marschall Villars den Rastatter Frieden zwischen Kaiser und Frankreich abschlossen. Man einigte sich weitgehend auf die Wiederherstellung des Vorkriegszustands. Auch Max Emanuels Belange kamen im Rastatter Schloss endlich zur Sprache. Man einigte sich auf die Restitution Max Emanuels (und Joseph Clemens’) im Reich, die schließlich beim Reichsfriedenskongress von Baden 1714 bestätigt wurde.
Mit einer Königskrone und einem souveränen Staat belohnt wurde Max Emanuel aber nicht: Versailles konnte es auf internationaler Ebene nicht durchsetzen, dass der Wittelsbacher für sein begangenes Unrecht auch noch belohnt würde. Max Emanuel kehrte erst 1715 finanziell geläutert nach Kurbayern zurück. Fortan war er zu einer reichsfreundlicheren Politik gezwungen, blickten die Ständekollegen doch noch jahrelang skeptisch auf ihn. Doch unter der Hand hat Max Emanuel den „Traum“ von einer Königskrone zeitlebens nicht aufgegeben. Noch Jahre nach dem Ende des Spanischen Erbfolgekriegs ließ er seine Minister nach neuen Erbansprüchen suchen, verwirklichen ließen sie sich aber nicht. Erst 1806 wurde unter anderen Vorzeichen, aber wiederum in Bunde mit Frankreich (Napoleon I.), das Königreich Bayern errichtet. Die versuchten aber gescheiterten Eroberungen Max Emanuels in Schwaben und Franken in den Jahren 1702–1704 erscheinen so geradezu als Vorwegnahme der späteren Entwicklung.